# Crema Nuova (quartiere)
Crema Nuova (Crèma Nóa in dialetto cremasco) è un quartiere della città di Crema, nella provincia di Cremona, in Lombardia.

## Storia

### Contesto geografico e viabilistico

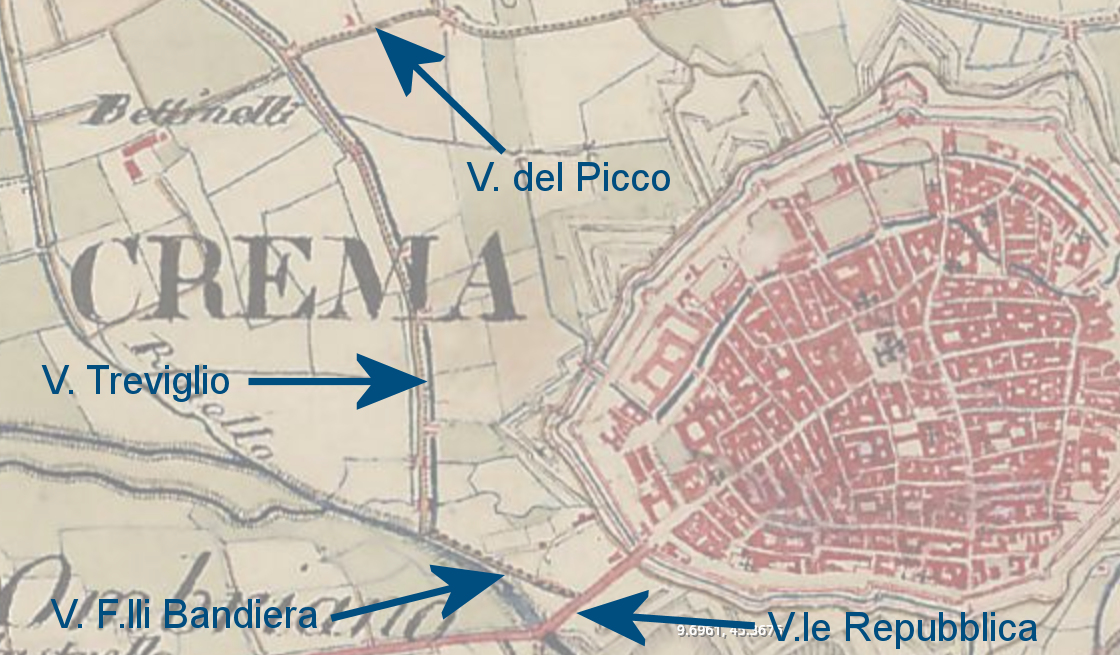
L'area nord-ovest del centro storico di Crema con gli antichi tracciati viari e le attuali denominazioni.

L’area in questione si pone a nord-ovest del centro storico in un’area ancora a vocazione agricola alla fine degli anni quaranta del XX secolo e in tempi antichi occupata dalle ultime propaggini della palude del Moso con la conseguenza che le prime abitazioni costruite furono particolarmente sensibili all’umidità ascendente.
Osservando le mappe della prima metà dell'Ottocento vi si individuano le attuali via Fratelli Bandiera e via Treviglio mentre a ridosso delle mura venete si riconoscono ancora i bastioni.
Nelle riprese aeree Volo GAI del 1954 si osserva il quartiere in costruzione, particolarmente tra via Mercato e le nuove strade via Antonio Gramsci e via Attilio Boldori. È ancora inedificato il “triangolo” tra via Indipendenza, via Treviglio ed il Cresmiero ove di lì a pochi anni venne costruito il nuovo polo scolastico.

### Contesto storico e nascita del nuovo quartiere
Le condizioni economiche del secondo dopoguerra portarono ad una crisi del settore agricolo e la conseguente emigrazione degli addetti e delle famiglie dalla campagna alle città. Il fenomeno riguardò anche il cremasco, seppur con uno spostamento di pochi chilometri. Il centro storico di Crema risultò in breve tempo sovraffollato, senza contare il problema insoluto degli sfollati ospitati nella caserma Renzo da Ceri (l’odierno Museo civico di Crema e del Cremasco).

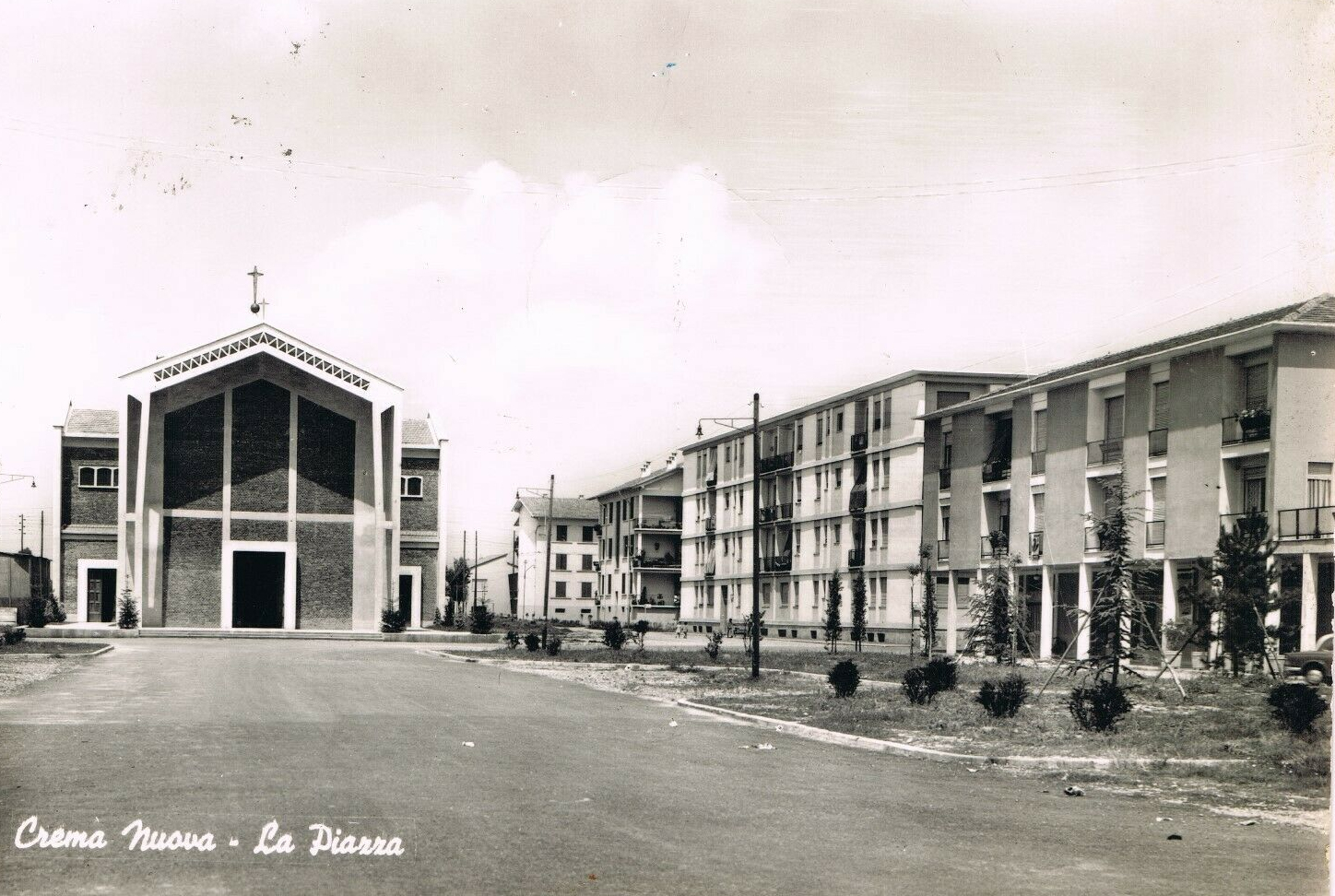
La chiesa parrocchiale e una porzione di Piazza Fulcheria negli anni cinquanta.

Il Comitato per le riparazioni edilizie, uno dei primi organismi ripristinati dalla nuova Giunta, avviò una serie di opere volte al miglioramento dei servizi pubblici quali l’interramento delle rogge, la realizzazione di fognature, la realizzazione di nuove strade e varie riparazioni che avevano lo scopo di dare lavoro ad una manodopera poco qualificata e, in particolare, ai braccianti espulsi dal settore agricolo ma oltre a dare lavoro ai disoccupati permise di ridare impulso al settore produttivo: molte aziende, specie quelle prossime alla ferrovia erano andate distrutte o subirono gravi danni durante i bombardamenti del 1944 e occorreva ripristinarle per riprendere i cicli di lavorazione.
Con il piano INA-Casa introdotto a livello nazionale nel 1949 fu definito il quadro normativo d'intervento per il reperimento di finanziamenti. Negli anni 1950 e 1951 furono acquisite le aree individuate nell'area nord-ovest della città tra il centro storico e la ferrovia permettendo così di iniziare la lottizzazione e, quindi, la costruzione di un nuovo quartiere che soddisfacesse gli accresciuti bisogni abitativi.
Il progetto di Crema Nuova fu per lungo tempo l'unico di Crema eseguito secondo una pianificazione organica: l’obiettivo era quello di creare un quartiere nuovo e del tutto autonomo per servizi offerti, dotato di una piazza con la chiesa, un asilo infantile e una scuola elementare.
Dopo la lottizzazione e la tracciatura degli assi viari (1950-1951) l'INA-Casa appaltò i lavori all'Istituto Case Popolari e, in seguito, allo stesso Comune, a cooperative e a privati secondo un ordine prestabilito da Via Mercato verso nord.
Caratterizzò il progetto una certa varietà tipologica delle costruzioni: case unifamiliari, abitazioni a schiera e palazzine condominiali fino a tre piani. Centro dell'area era la già citata piazza (l'odierna Piazza Fulcheria), porticata e destinata prevalentemente ad un uso commerciale, cui secondo il progetto doveva fare da quinta prospettica la chiesa.

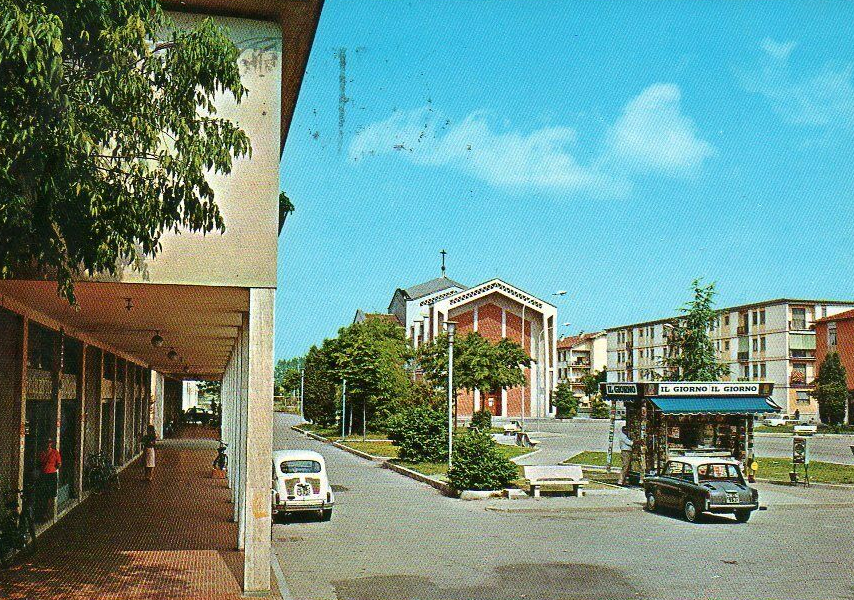
Piazza Fulcheria in una cartolina degli anni sessanta.

Gli architetti e gli ingegneri che vi lavorarono furono Marcello Grisotti (Milano, designato dall’INA), Paolo Chessa (Milano), Stefano Longhi (Como), Armando Edallo (Castelleone), Diomede Arisi (Cremona) oltre al tecnico comunale, l'ingegner Silvio Mosconi.
Il 12 maggio 1955 per decreto del vescovo di Crema, monsignor Placido Maria Cambiaghi, veniva istituiva la parrocchia del Sacro Cuore di Gesù nominando don Natale Ginelli primo parroco: i lavori per la realizzazione della nuova chiesa furono affidati all'architetto Amos Edallo coadiuvato dall'ingegner Michelangelo Gelera; la posa della prima pietra avvenne nel 1956.
Nello stesso anno furono avviati i lavori per la costruzione, sull'area un tempo destinata a mercato del bestiame (il Foro boario), del nuovo edificio destinato ad ospitare i 300 alunni della scuola tecnica (poi istituto professionale di stato) intitolata a Fortunato Marazzi, ai quei tempi dispersa in tre sedi per carenza di spazi; la scuola fu inaugurata nel 1960 e in seguito una sua ala fu adibita nel corso del successivo decennio alla scuola media dedicata a Francesco Agello (oggi scuola secondaria di primo grado Alfredo Galmozzi).
Il completamento dell'illuminazione avvenne nei primi anni sessanta; in quegli anni furono portati a compimento gli edifici per l'educazione scolastica di base secondo progetti redatti dall'ufficio tecnico comunale: nel 1963 furono inaugurate le dieci aule più servizi e cucina delle scuole elementari; un anno dopo fu inaugurato l'asilo composto da quattro aule didattiche.

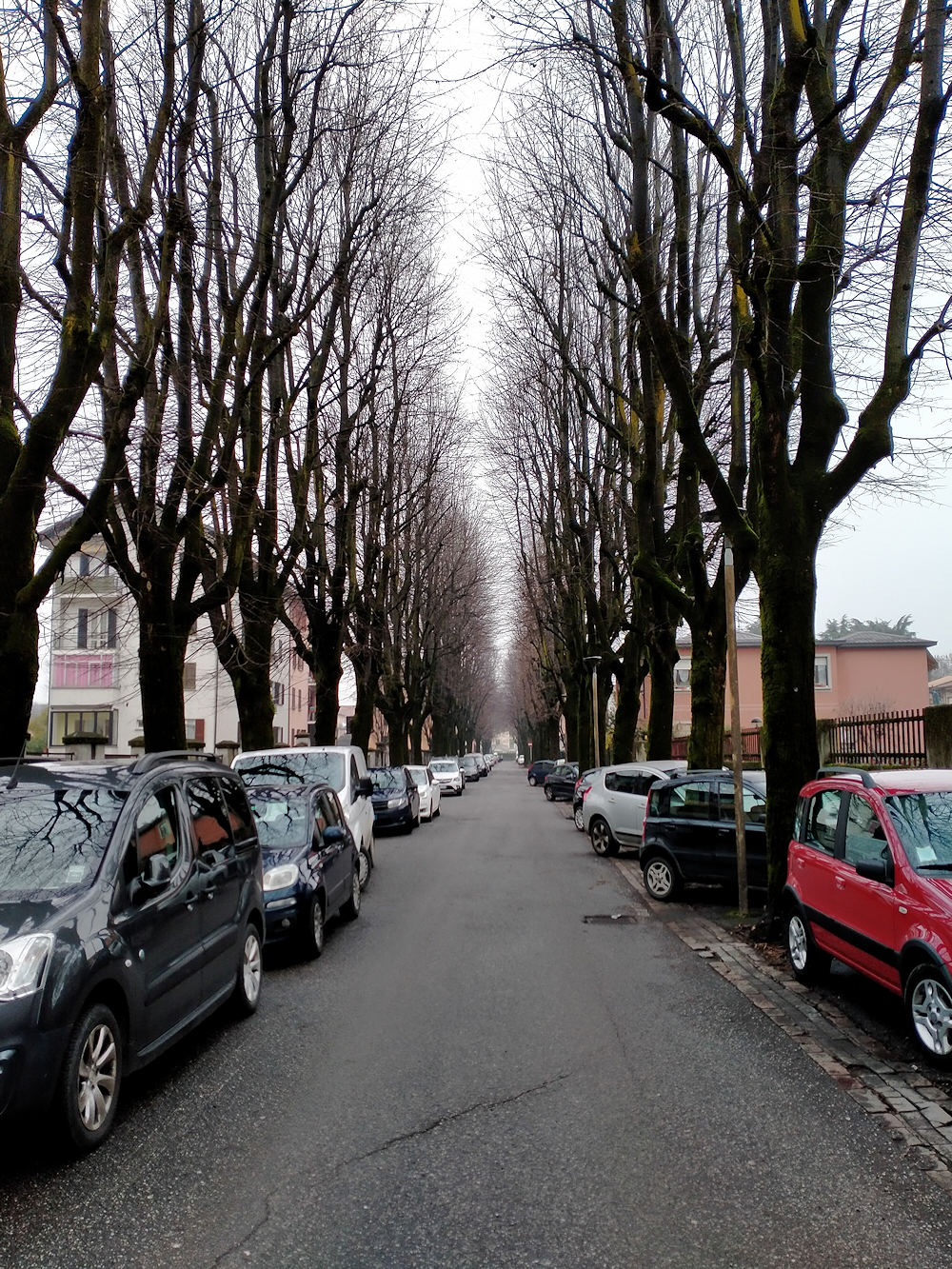
Via Luigi Manini.

Il quartiere fu dotato anche di strade che a quell'epoca erano da considerarsi ampie se paragonate a quelle del centro storico e dotate di alberature che gli procurarono una particolare fisionomia. La toponomastica scelta per queste nuove vie fu prevalentemente quella della riscoperta delle radici storiche, culturali e artistiche di Crema:
- Piazza Fulcheria, dedicata all'Isola Fulcheria;
- Via degli Ostaggi Cremaschi, con la quale ricordare lo storico assedio da parte di Federico Barbarossa;
- Via De Marchi, nota famiglia di intagliatori tra i quali Agostino De Marchi (1435-1532);
- Via monsignor Angelo Zavaglio (1884-1943), sacerdote e celebre studioso di storia, tradizioni, costumi, geografia locale[15];
- Via monsignor Andrea Cappellazzi (1854-1933), docente di filosofia presso il seminario di Crema[16];
- Via Pietro Da Terno (noto anche come Pietro Terni), autore nel XVI secolo di una celebre Historia di Crema; questa via ora è stata dedicata a don Natale Ginelli (1920-1996), il primo parroco di Crema Nuova[8];
- Via Angelo Bacchetta (1841-1820), pittore;
- Via Franco Samarani (1879-1931), direttore della Stazione Sperimentale di Batteriologia Agraria di Crema e ideatore di una particolare metodologia di conservazione dei foraggi nei silos[17];
- Via Inzoli, celebre famiglia organaria[18] cremasca;
- Via Alberto Gandini (1250-1310), noto anche come Alberto Gandino oppure Alberto da Gandino, giurista e giudice;
- Via Agostino Fondulo (XV secolo), anche Agostino Fonduli, de Fondulis, de Fondulio, de Fondutis o de Fonduti, scultore e architetto;
- Via Luigi Manini (1848-1936), scenografo e architetto;
- Via Luigi Soldati (1888-1944), poeta e scrittore[19][20].

Sono eccezioni a questa linea le seguenti strade:
- Via Attilio Boldori (1883-1921), politico cremonese assassinato da manganellatori fascisti a Casalbuttano;
- Via Antonio Gramsci (1891-1937), politico fondatore del Partito comunista italiano e rinchiuso dal regime fascista in carcere ove trovò la morte.

Successivamente, quando si costruì sulla piccola porzione compresa tra Via Treviglio (strada di antico impianto), via Indipendenza ed il Cresmiero furono scelte tematiche risorgimentali:
- Via Curtatone e Montanara;
- Via Martiri di Belfiore;
- Via Solferino.

Nell'anno 2018 la diocesi di Crema istituiva l'unità pastorale tra le parrocchie di Crema Nuova, San Carlo Borromeo e Santa Maria dei Mosi.

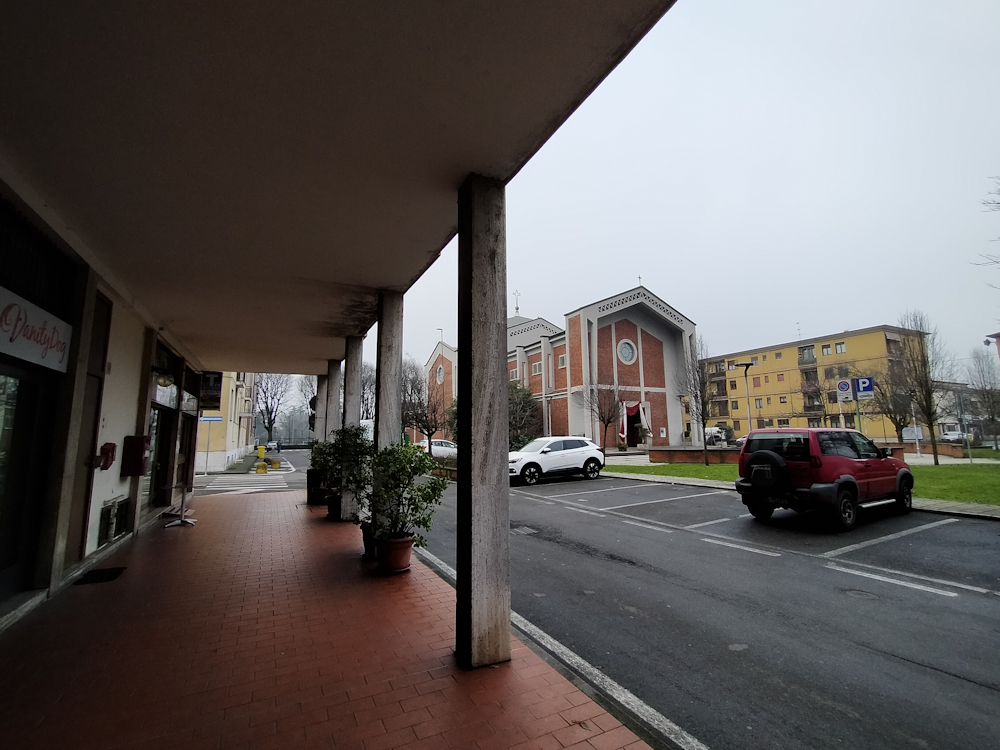
Piazza Fulcheria.
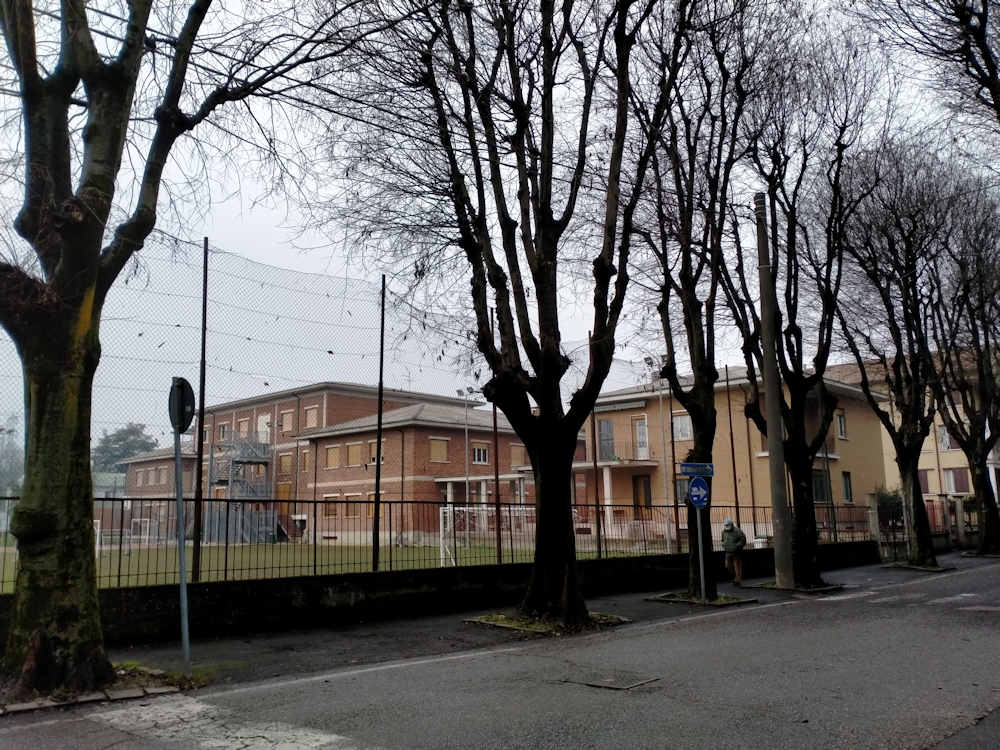
Le strutture ricreative parrocchiali viste da via De Marchi.
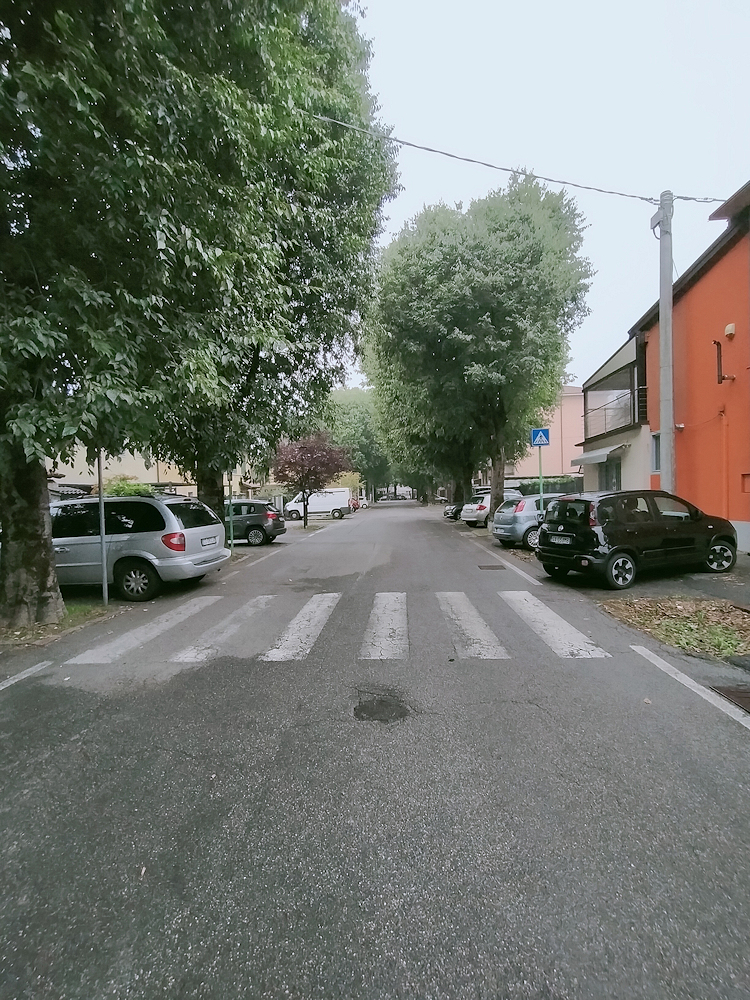
Via Franco Samarani.
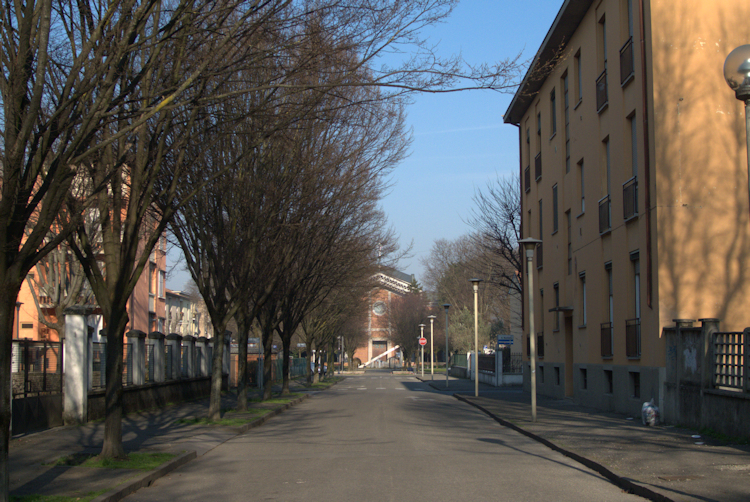
Via Ostaggi cremaschi.

## Monumenti e luoghi d'interesse

### Architetture religiose

#### Chiesa del Sacro Cuore di Gesù
La chiesa ha una pianta a croce latina e occupa una superficie di 1.750 m², è lunga 45 metri, larga 23 metri (bracci laterali) e 12,40 metri (navata centrale); la facciata, molto slanciata, è caratterizzata da un ampio pronao e presenta un solo ingresso centrale sopra il quale si apre un rosone.
Il corpo della chiesa ha tre campate che si uniscono ad un tiburio di forma geometrica da cui parte il transetto con la parte terminale piatta e il presbiterio con abside a forma di mezzo esagono, affiancato da due sagrestie gemelle.
L’aspetto complessivo dell’edificio si rifà ai canoni della tradizione lombarda mescolando la modernità delle strutture portanti in cemento armato con i muri di tamponamento in mattone a vista di colore rosso ammonitico.
Il progetto originario prevedeva anche la costruzione di un campanile la cui costruzione fu subito rimandata per mancanza di risorse; il campanile non fu mai realizzato.

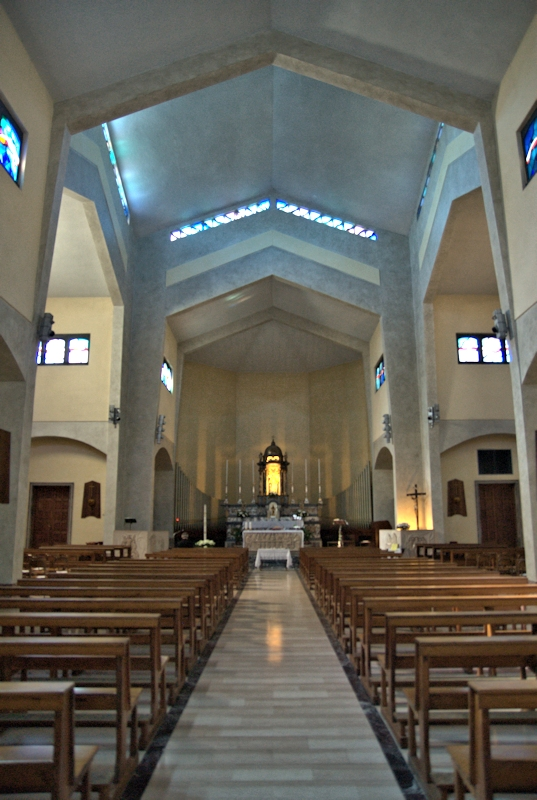
L'interno.
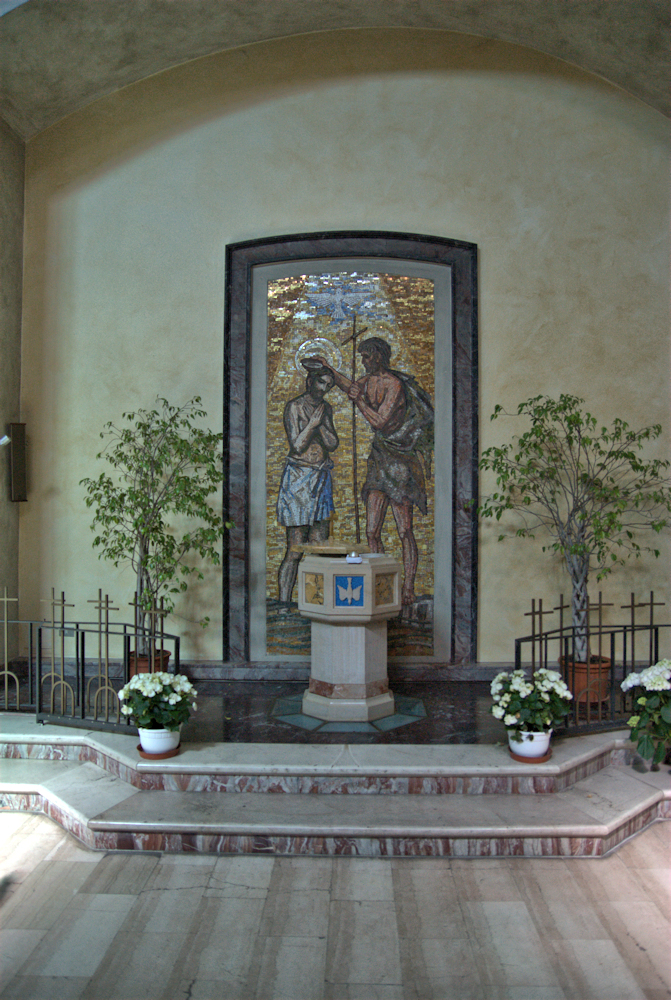
Il fonte battesimale e il mosaico che raffigura Il battesimo di Gesù.

L’interno è studiato affinché la luce, da principio soffusa nell’aula, diventi via via più intensa verso il presbiterio, centro dell’Eucaristia.
L’altare coram Deo è del XVII secolo e proviene dal Duomo di Crema e qui portato dopo i restauri della cattedrale; per questo motivo il giorno della consacrazione della chiesa non fu unto con il sacro crisma (perché già fatto secoli fa) come avvenne con l’altare laterale del Sacro Cuore di Gesù. Dietro la mensa l'alzata è sormontata da un tempietto del 1609 con le colonnette che sorreggono una cupola dorata contornata da quattro figure femminili policrome. L’altare coram populo, invece, è opera contemporanea del 1980 ad opera di Mario Toffetti che realizzò sulla facciata L’ultima cena; l’artista di Mozzanica è stato anche l’autore dei due amboni.
Nelle volte delle cappelle laterali sono appesi sei quadri secenteschi già di proprietà del Capitolo della Cattedrale che riprendono temi biblici: si tratta di sei tele di Giovanni Brunelli raffiguranti Giuditta e Oloferne, Il giudizio di Salomone, Mosè salvato dalle acque, La serva d’Abramo mostra i doni a Rebecca, Il convitto di Baldassarre, Salomè con la testa di San Giovanni Battista, tutte dotate dell’originale cornice in legno intagliato e dorato.
Alla prima campata sinistra, dietro il moderno fonte battesimale, è collocato un mosaico con la scena del Battesimo di Gesù, opera del laboratorio Sgorlon di Milano su disegno di Trento Longaretti.

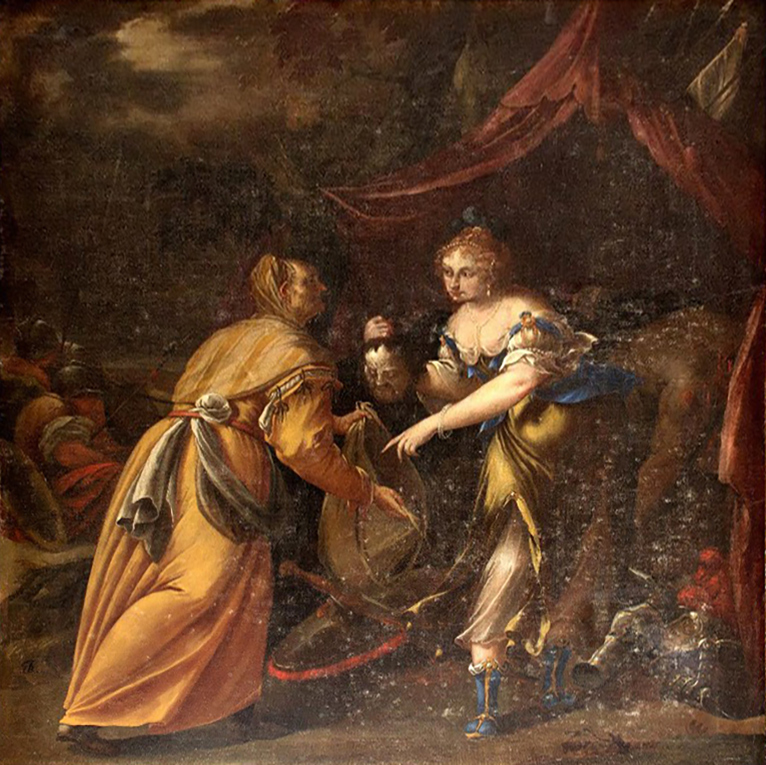
Giovanni Brunelli, Giuditta con la testa di Oloferne, olio su tela, 1675-1699 ca.
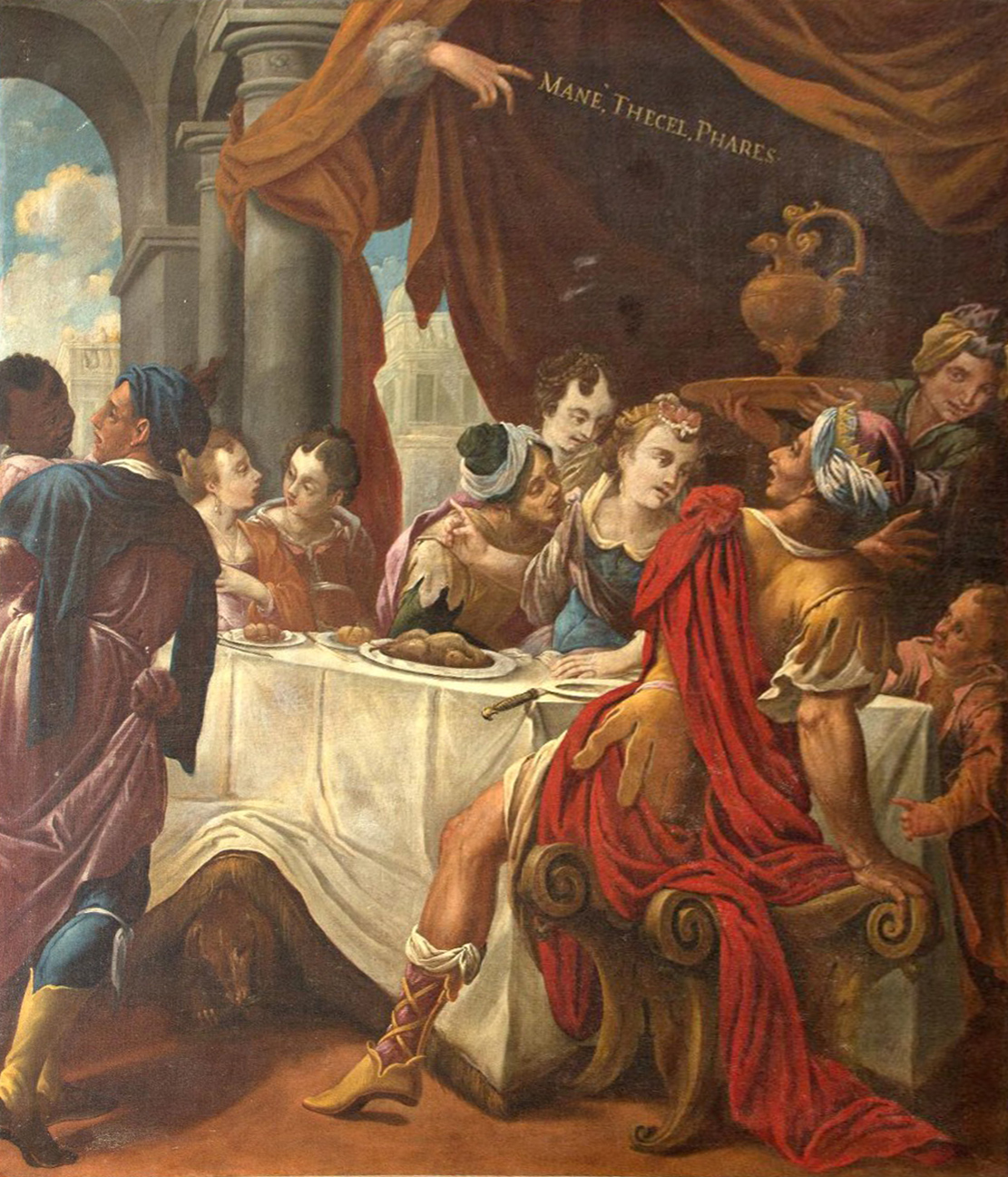
Giovanni Brunelli, Il convito di Baldassarre, olio su tela, 1675-1699 ca.
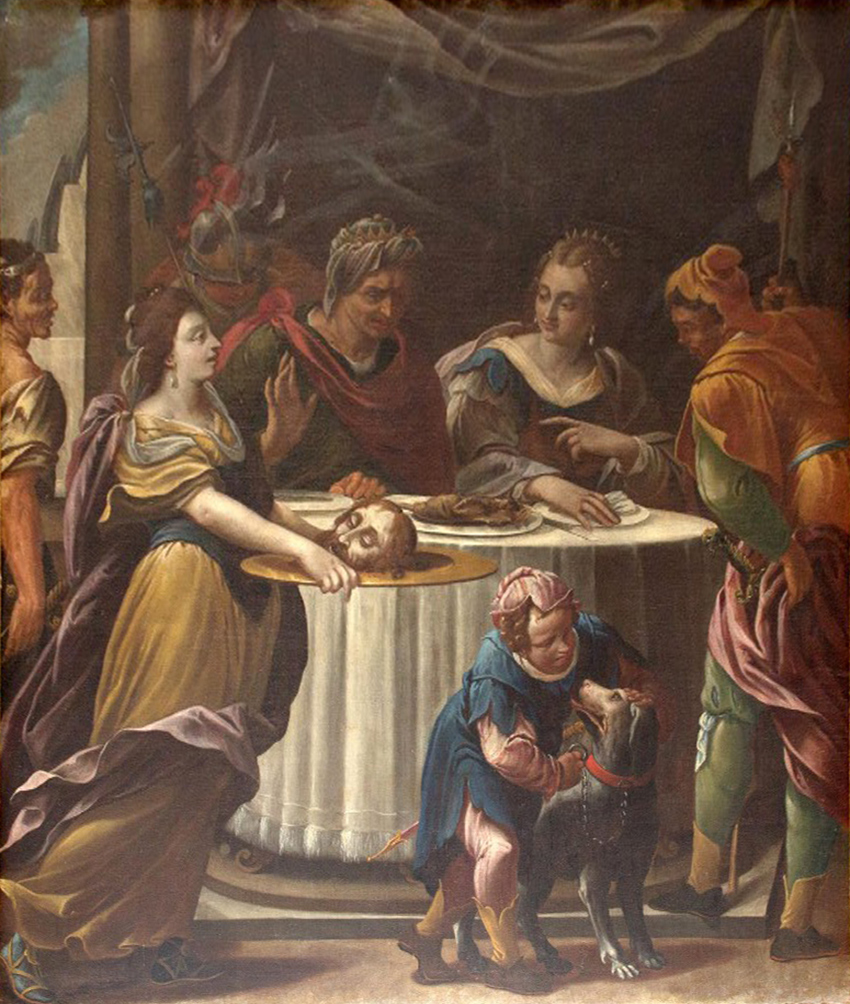
Giovanni Brunelli, Salomè con la testa di San Giovanni Battista, olio su tela, 1675-1699 ca.
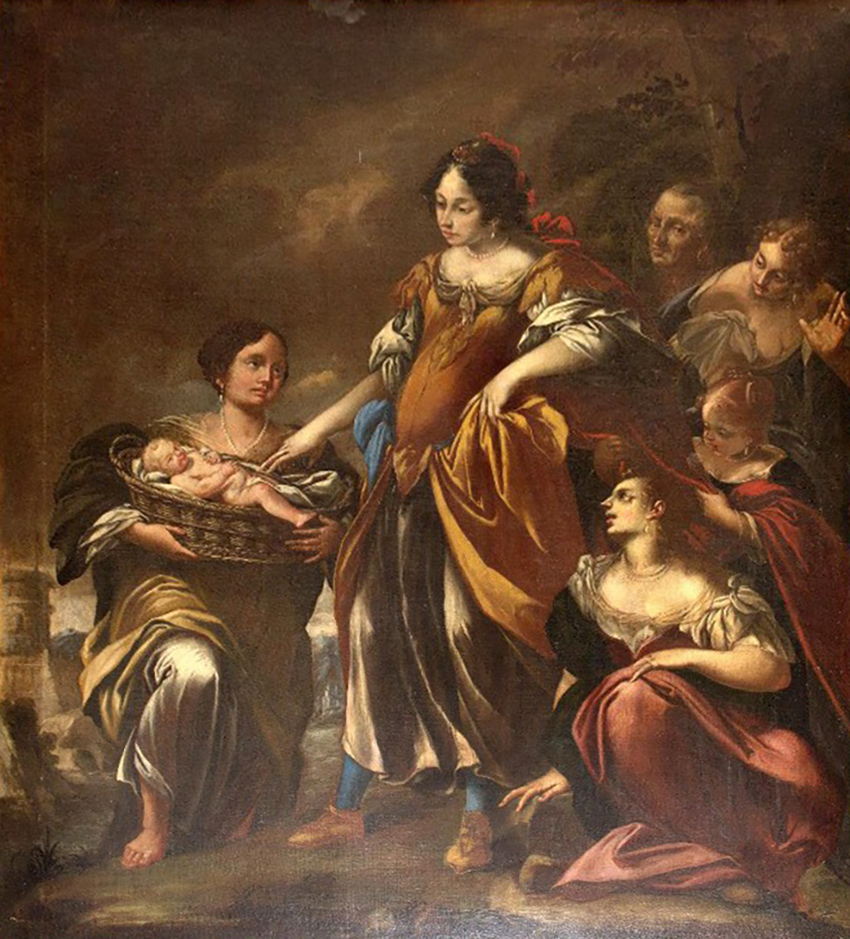
Giovanni Brunelli, Mosè salvato dalle acque, olio su tela, 1675-1699 ca.
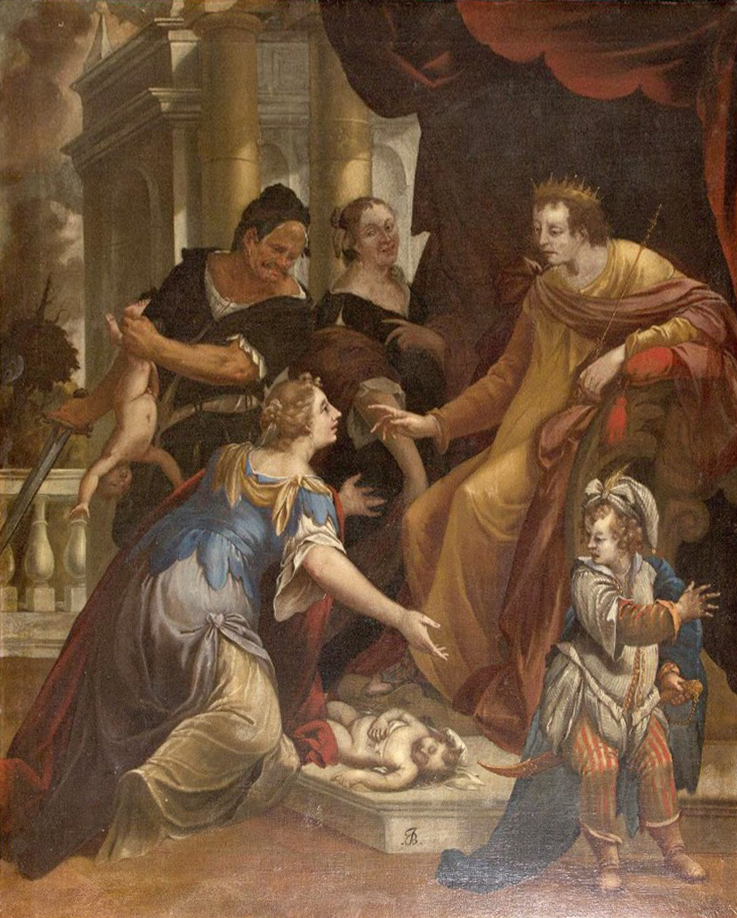
Giovanni Brunelli, Il giudizio di Salomone, olio su tela, 1675-1699 ca.
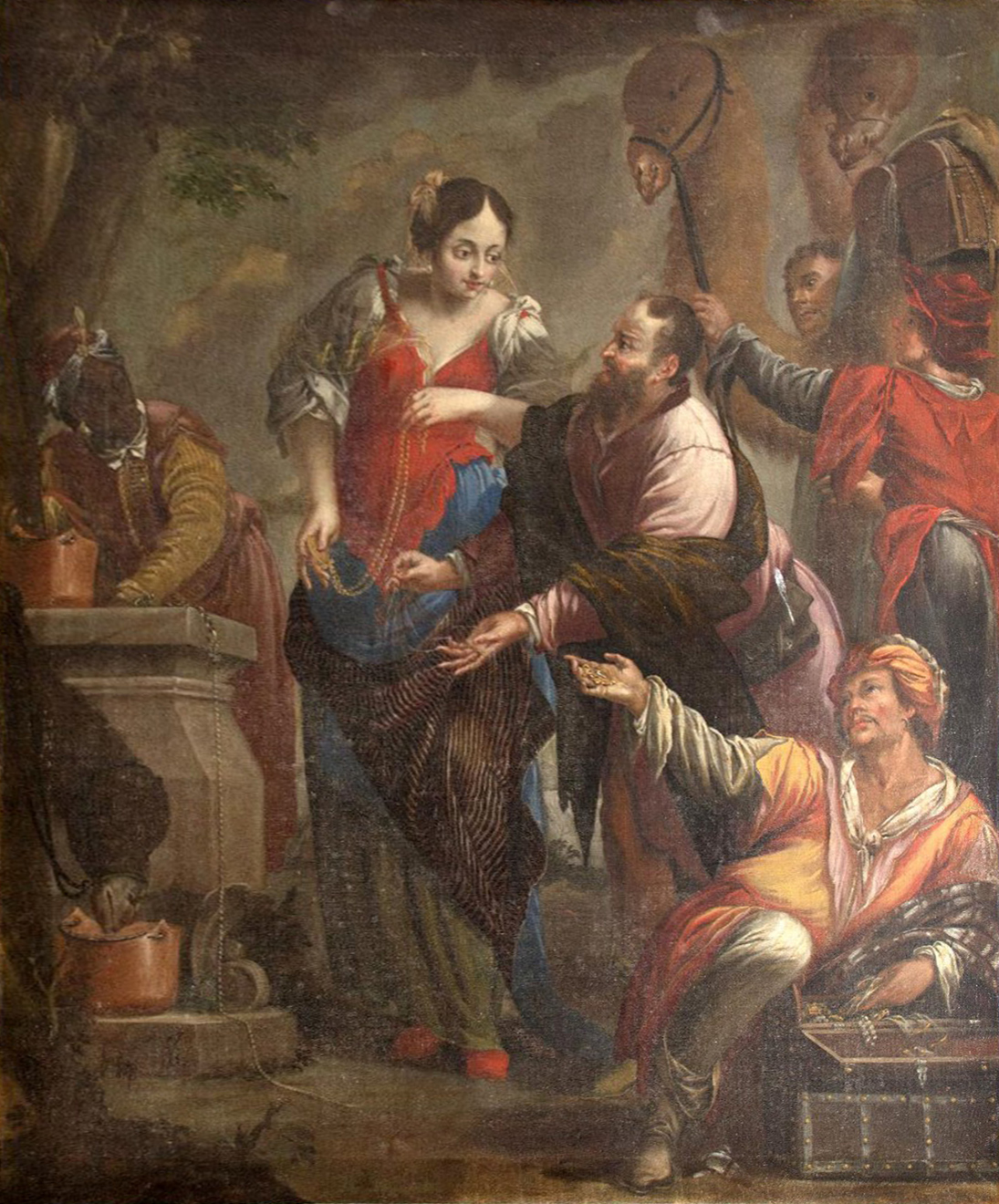
Giovanni Brunelli, Rebecca riceve i doni da Abramo, olio su tela, 1675-1699 ca.

## Cultura

### Istruzione

#### Scuole

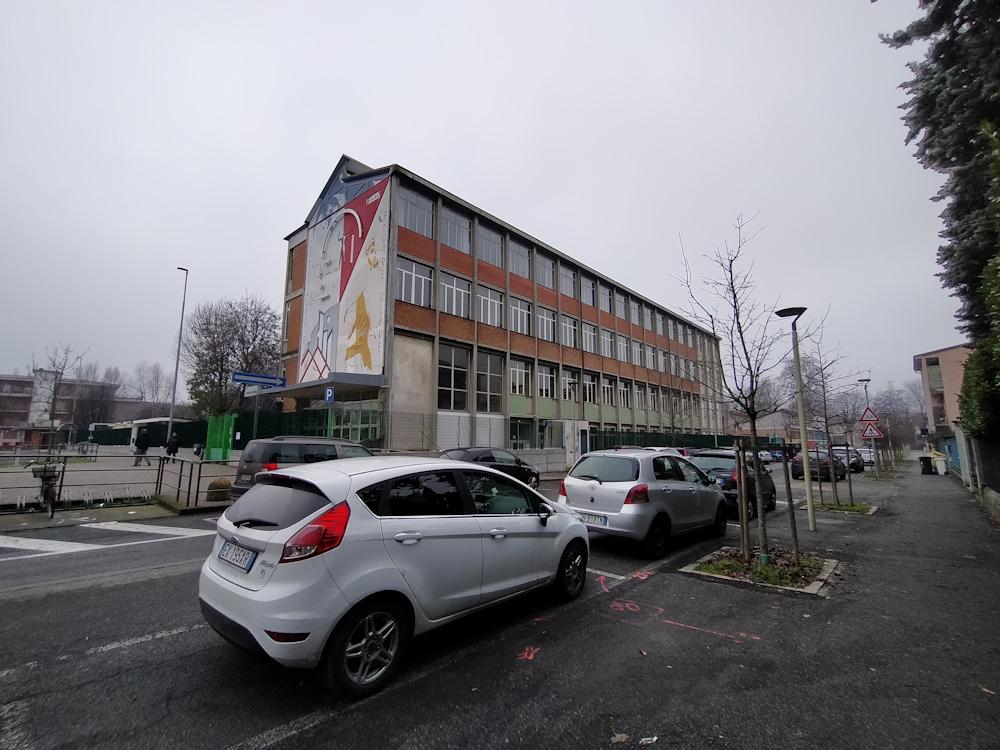
La scuola secondaria di primo grado "Alfredo Galmozzi".

Nel quartiere vi sorgono le seguenti scuole statali: la scuola dell'infanzia, la scuola primaria (questi primi due plessi non hanno intitolazione) e la scuola secondaria di primo grado statale dedicata ad Alfredo Galmozzi (ex scuola media Francesco Agello), presso la quale ha sede l’istituto comprensivo Crema Tre Nelson Mandela.
Inoltre in via Inzoli si apre l’ingresso dell’APC Fortunato Marazzi, oggi sezione staccata dell’ISS Piero Sraffa (corsi di assistenza tecnica; produzioni industriali e artigianali – produzioni meccaniche; industria e artigianato per il Made in Italy). Questa scuola veniva fondata su iniziativa degli industriali cremaschi nel 1919 e nel 1927 si fondeva con la scuola professionale femminile, dando vita alla Regia Scuola di Tirocinio che ospitava anche corsi liberi di avviamento al lavoro industriale; in tempi successivi divenne la Regia Scuola di avviamento al lavoro commerciale, agrario, industriale. Il trasferimento nell’attuale sede di Crema Nuova risale agli anni 1960-1961.